# Rechtswissenschaftliche Fakultät der Universität Wien
Die Rechtswissenschaftliche Fakultät der Universität Wien (nach einem ihrer Gebäude informell auch als Juridicum bezeichnet) ist die größte Institution für rechtswissenschaftliche Forschung und Lehre im deutschsprachigen Raum und eine der ältesten juridischen Fakultäten der Welt.

## Geschichte

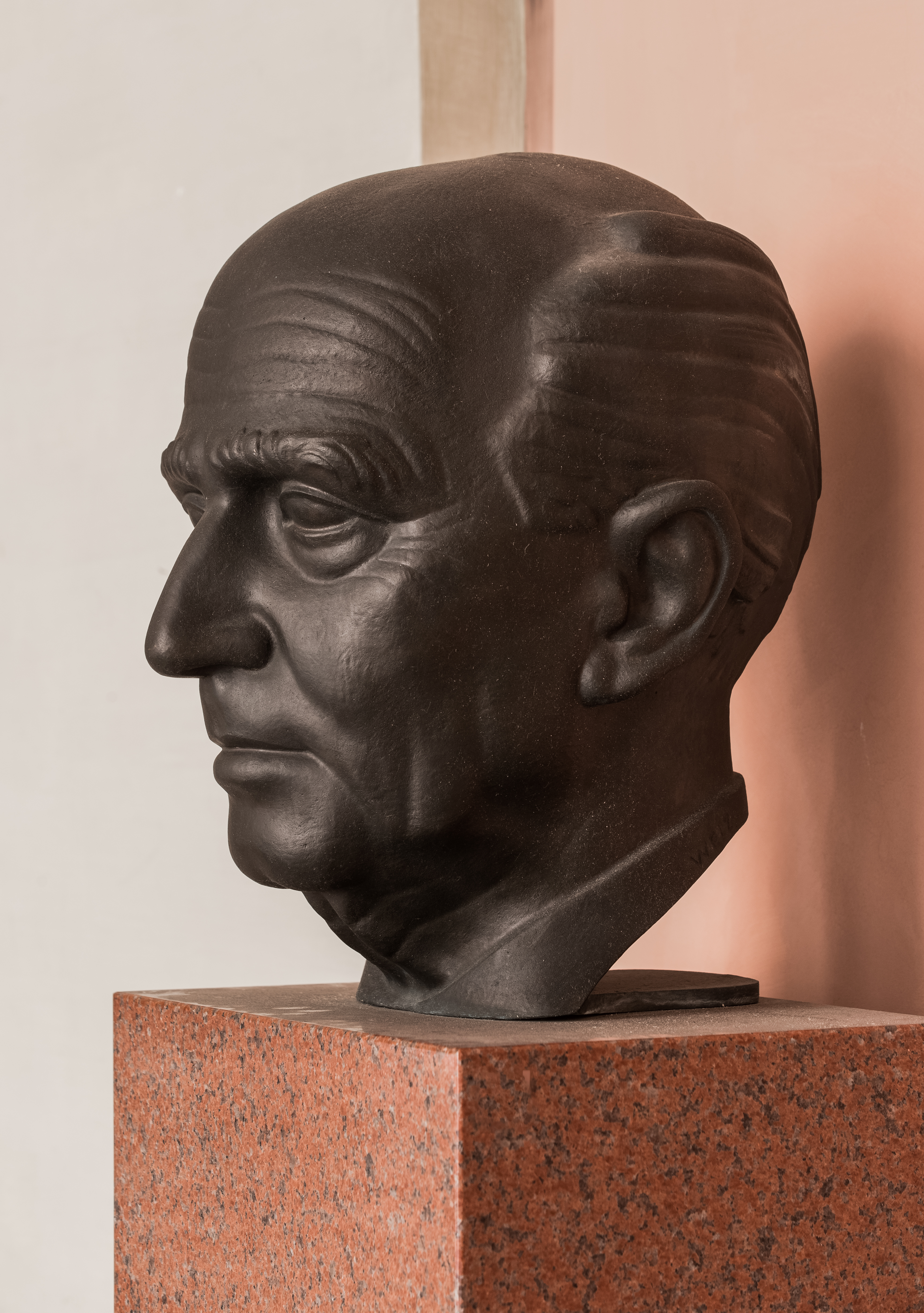
Hans Kelsen, Begründer der Reinen Rechtslehre und Architekt der österreichischen Bundesverfassung

Das Studium der Rechtswissenschaften war schon in den Gründungsurkunden der Universität Wien von 1365 und 1385 vorgesehen, doch wurde die Lehrtätigkeit erst 1402 aufgenommen und beschränkte sich zunächst auf Kanonisches Recht. Nach mehreren gescheiterten Anläufen kam 1494 das Römische Recht hinzu. Erst mit der Theresianischen Studienreform 1753 wurde der Fächerkanon ausgeweitet; der von Franz von Zeiller ausgearbeitete Studienplan von 1810 führte erstmals das Österreichische Privatrecht als eigenes Fach ein. Der dominierende Einfluss des Naturrechts wurde mit der von Unterrichtsminister Leo von Thun-Hohenstein erlassenen Studienreform 1850 gebrochen, das Schwergewicht vielmehr auf die rechtshistorischen Fächer gelegt. Dieser ging in den nachfolgenden Studienreformen immer weiter zurück.
Die Vermehrung des Fächerkanons ab dem 18. Jahrhundert brachte es mit sich, dass in zunehmendem Maße auch nichtjuristische Fächer, wie insbesondere Staatswissenschaften, Wirtschaftswissenschaften, aber auch Statistik, an der Fakultät angesiedelt waren, die daher ab 1850 als „Rechts- und Staatswissenschaftliche Fakultät“ bezeichnet wurde.
1975 erfolgte die Teilung in eine Rechtswissenschaftliche und eine Sozial- und Wirtschaftswissenschaftliche Fakultät; letztere wurde in weiterer Folge noch mehrmals geteilt, heute gehen auf sie insbesondere die Fakultät für Wirtschaftswissenschaften und die Fakultät für Informatik sowie Teile der Fakultät für Sozialwissenschaften der Universität Wien zurück.
Seit Oktober 2021 wird zusätzlich zum Diplomstudium der Rechtswissenschaften auch das Bachelorstudium Internationale Rechtswissenschaften angeboten. Dem Curriculum des Diplomstudiums ähnlich legt dieses Studium mehr Fokus auf englischsprachige Lehre, internationales Privatrecht und weitere neue Fachgebiete wie Digitalisierung und Globalisierung des Rechts. Ein entsprechendes Masterstudium wird seit Oktober 2022 angeboten.
Fachlich nachhaltig geprägt wurde die Fakultät vor allem von Größen wie Karl Anton von Martini, Franz von Zeiller, Joseph Unger, Julius Glaser, Anton Menger, Georg Jellinek, Franz Klein, Armin Ehrenzweig, Heinrich Klang, Hans Kelsen, Adolf Julius Merkl, Alfred Verdross, Winfried Kralik, Hans W. Fasching, Franz Bydlinski, Robert Walter, Winfried Platzgummer, Manfred Burgstaller, Helmut Koziol, Rudolf Welser und Walter Rechberger.

## Organisation
Dekan der Rechtswissenschaftlichen Fakultät der Universität Wien ist seit 2020 Brigitta Zöchling-Jud.
Derzeit bestehen an der Fakultät zwölf Institute:
- Institut für Arbeits- und Sozialrecht, Vorstand: Michaela Windisch-Graetz
- Institut für Europarecht, Internationales Recht und Rechtsvergleichung, Vorstand: Helmut Ofner
- Institut für Finanzrecht, Vorstand: Sabine Kirchmayr-Schliesselberger
- Institut für Innovation und Digitalisierung im Recht, Vorstand: Nikolaus Forgó
- Institut für Rechts- und Verfassungsgeschichte, Vorstand: Ilse Reiter-Zatloukal
- Institut für Rechtsphilosophie, Vorstand: Elisabeth Holzleithner
- Institut für Römisches Recht und Antike Rechtsgeschichte, Vorstand: Franz-Stefan Meissel
- Institut für Staats- und Verwaltungsrecht, Vorstand: Magdalena Pöschl
- Institut für Strafrecht und Kriminologie, Vorstand: Susanne Reindl-Krauskopf
- Institut für Unternehmens- und Wirtschaftsrecht, Vorstand: Ulrich Torggler
- Institut für Zivilrecht, Vorstand: Gabriel Kogler
- Institut für Zivilverfahrensrecht, Vorstand: Paul Oberhammer

Darüber hinaus bestehen an der Fakultät eine Reihe von weiteren Forschungseinrichtungen und Forschungsplattformen und arbeiten auch außeruniversitäre Einrichtungen eng mit der Fakultät zusammen. Zu nennen sind hier vor allem das Ludwig Boltzmann-Institut für Menschenrechte und das interfakultäre Institut für Ethik und Recht in der Medizin (IERM). Das 2011 gegründete Austrian Center for Law Enforcmement Studies (ALES) soll einer besseren Vernetzung von Polizei- und Justizarbeit in Österreich dienen. Die 2016 eingerichtete Forschungsstelle für Rechtsquellenerschließung arbeitet mit der Kommission für Rechtsgeschichte Österreichs der ÖAW zusammen.

## Curriculum
Das Studium der Rechtswissenschaften an der Universität Wien gliedert sich in drei Abschnitte: Einen Einführungsabschnitt (der neben einführenden Vorlesungen in die wichtigsten rechtsdogmatischen Fächer auch die rechtshistorischen Fächer sowie Grundzüge der Rechtsphilosophie enthält), einen judiziellen Abschnitt (in dessen Zentrum eine fächerübergreifende Prüfung aus Zivil- und Unternehmensrecht steht) sowie einen staatswissenschaftlichen Abschnitt (mit einer fächerübergreifenden Prüfung aus Verfassungs- und Verwaltungsrecht). Das Studium dauert zumindest vier Jahre und wird (seit 1975) mit dem Grad eines Magisters bzw. (seit 1993) einer Magistra der Rechtswissenschaften abgeschlossen, welcher Voraussetzung für alle klassischen Juristenberufe ist. Daran können ein Doktoratsstudium der Rechtswissenschaften (mit Dissertation) und ein postgraduales Studium (LL.M.-Studium) angeschlossen werden.

## Rankings
Die Rechtswissenschaftliche Fakultät der Universität Wien gilt als beste rechtswissenschaftliche Fakultät Österreichs und zählt zu den angesehensten juristischen Fakultäten Europas. Im Times Higher Education World University Ranking 2024 belegte die Universität Wien im Fach Rechtswissenschaften den 9. Platz von 107 verglichenen Universitäten in Europa und den 41. Platz von 329 verglichenen Universitäten weltweit. Im QS World University Ranking kam sie 2024 im Fach Rechtswissenschaften auf den 40. Platz von 159 verglichenen Universitäten in Europa und auf den 97. Platz von 370 verglichenen Universitäten weltweit.
Im Jessup International Law Moot Court – dem international ältesten und größten Moot Court, bei welchem sich die prominentesten Universitäten weltweit durch simulierte Gerichtsverhandlungen messen – wurde die Rechtswissenschaftliche Fakultät der Universität Wien dreifach mit dem Evans Award sowie zweifach mit dem Baxter Award für das herausragendste Memorial ausgezeichnet, was sie international an der absoluten Spitze neben den namhaftesten Universitäten der Welt platziert.
Beim Willem C. Vis International Commercial Arbitration Moot erreichte die Fakultät 2023 den ersten Platz aus 387 Teams weltweit. Auch 2024 gelang es dem Team des Juridicums ins Finale einzuziehen. Eine solche Platzierung in Folge war in der Geschichte des Vis Moot zuvor noch nie einer europäischen Fakultät gelungen.

## Gebäude

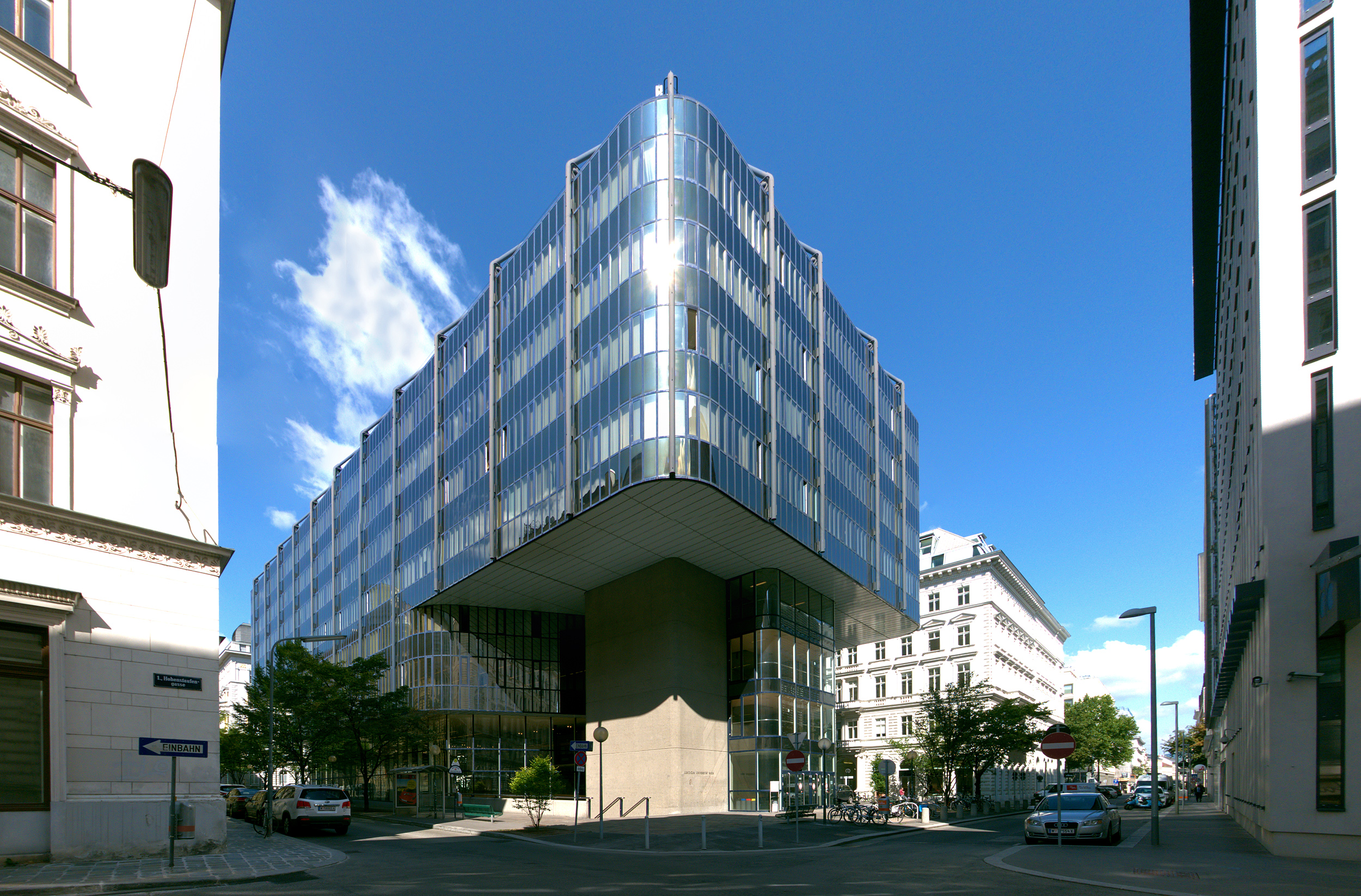
Juridicum

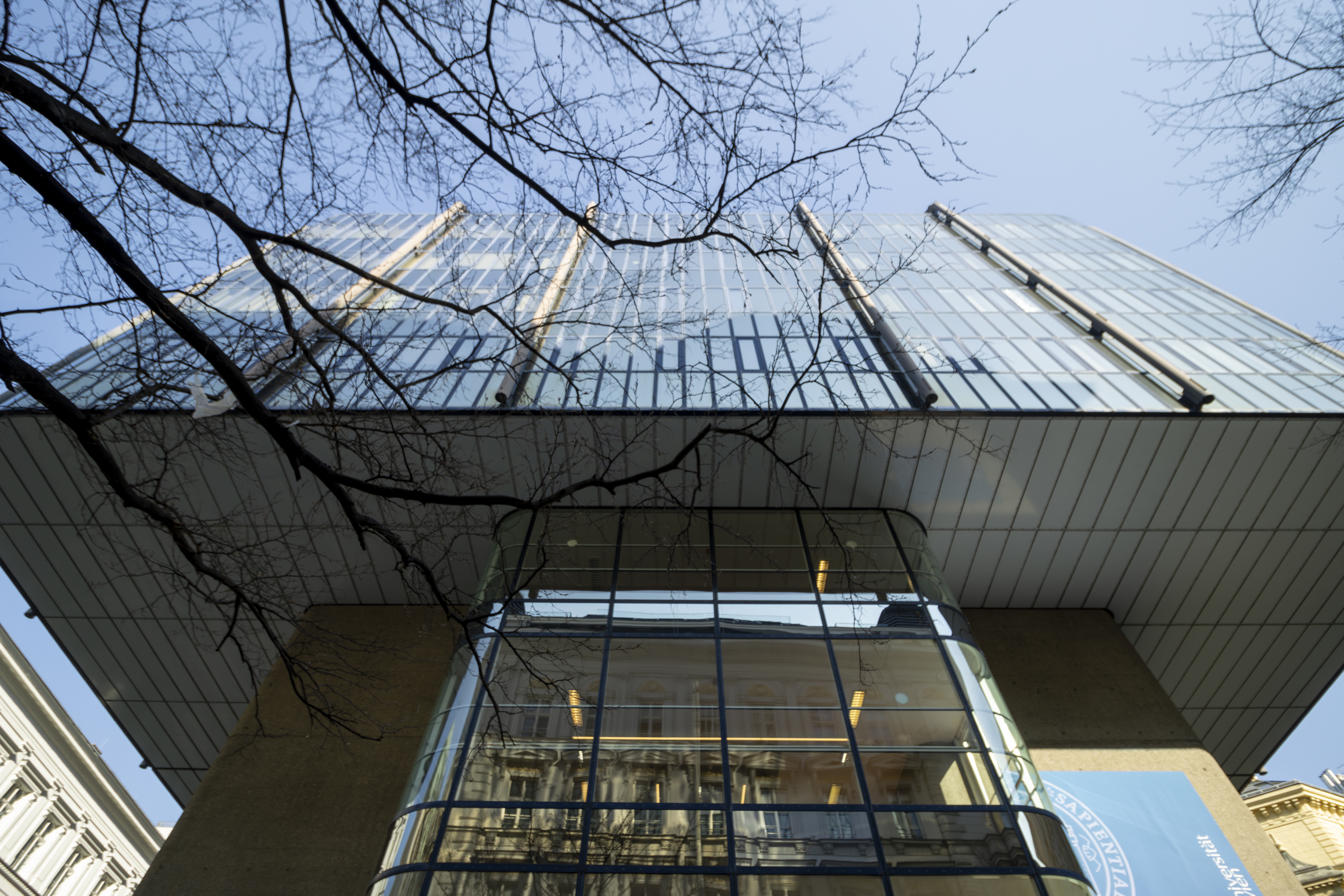
Juridicum

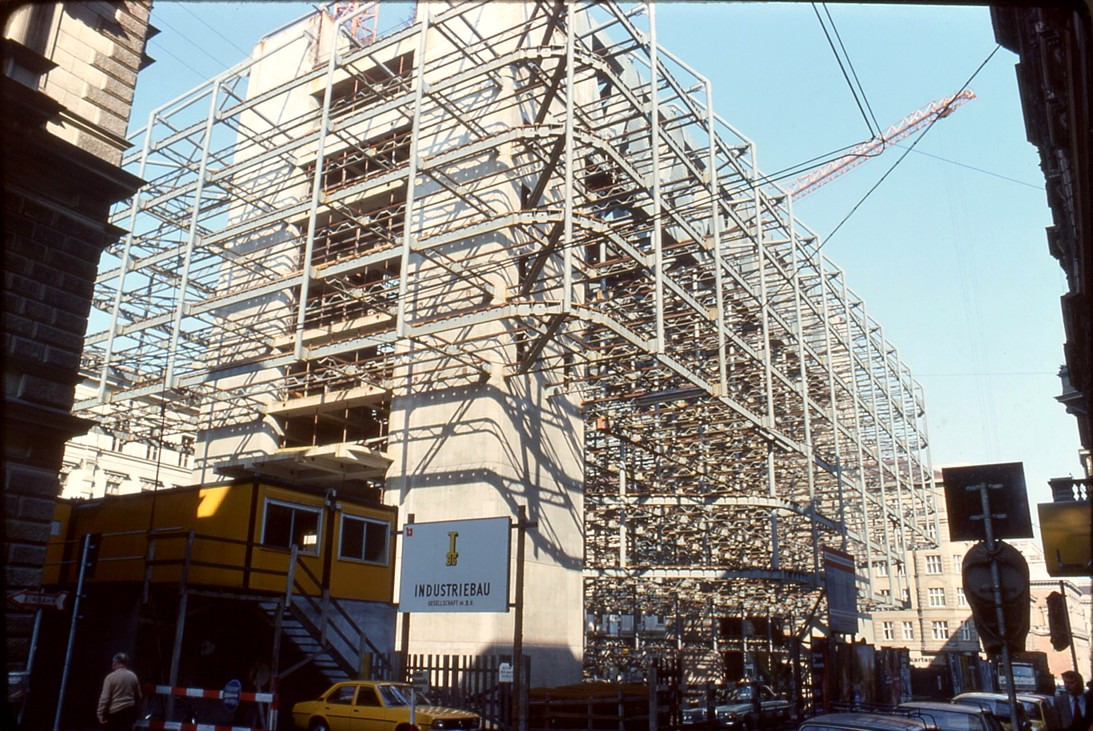
Baustelle im Jahr 1978

Untergebracht war die juristische Fakultät zunächst in verschiedenen Gebäuden der Alten Universität im Stubenviertel, ab 1884 im Hauptgebäude am Franzensring (heute Universitätsring). Der starke Anstieg der Studentenzahlen und die damit verbundene Vermehrung von Lehrstühlen in den 1960er Jahren ließen den Ruf nach einem eigenen Gebäude für die Fakultät laut werden; zum Baubeauftragten wurde der Staatsrechtler Günther Winkler bestellt, dem es gelang, einen Baugrund in der Innenstadt (Schottenbastei 10–16) für die Fakultät zu sichern.
1970 wurde der Architekt Ernst Hiesmayr mit der Planung des Juridicums beauftragt. Nach etwa einem Jahr vergeblicher Versuche, auf dem begrenzten Grundstück eine Lösung zu finden, die das Raumbedürfnis der Fakultät befriedigen konnte, entschied er sich schließlich für eine „Brückenkonstruktion“: Es wurden vier, jeweils paarige, Türme errichtet (in denen u. a. auch Lift, Toiletten und Versorgungsanlagen untergebracht sind), über welche eine Fachwerkskonstruktion aus Stahl gebaut wurde. Von dieser Konstruktion wurden alle Geschoße abgehängt. Die einzelnen Stockwerksböden sind also nicht von unten hochgebaut, sondern hängen von oben herab. Damit erreichte man, auf gleichem Raum mehr Stockwerke unterzubringen und gleichzeitig ein sehr freies Erdgeschoß (ohne Säulen und Träger) bauen zu können. Die hängenden Säulen werden von warmem Wasser durchlaufen und erwärmen somit das Gebäude.
Der spätmoderne Bau wurde 1974 begonnen und 1984 fertiggestellt, sodass die Fakultät nach exakt hundert Jahren im Haus am Ring übersiedeln konnte. Allerdings konnte das Juridicum schon zu Beginn nicht die gesamte Fakultät aufnehmen. Derzeit beherbergt es die Institute für Europarecht, Internationales Recht und Rechtsvergleichung, für Rechts- und Verfassungsgeschichte, für Staats- und Verwaltungsrecht, für Unternehmens- und Wirtschaftsrechts sowie für Zivilrecht, weiters den größten Teil der Fachbereichsbibliothek Rechtswissenschaften.
Die Institute für Arbeits- und Sozialrecht, für Finanzrecht, für Rechtsphilosophie einschließlich Religions- und Kulturrecht, für Römisches Recht und Antike Rechtsgeschichte und für Zivilverfahrensrecht befinden sich seit 2006 in einem aus der Gründerzeit stammenden Gebäude in der Schenkenstraße 8–10 unweit des Juridicums, ebenfalls ist dort das Institut für Innovation und Digitalisierung im Recht angesiedelt. Das Institut für Strafrecht und Kriminologie übersiedelte 2014 von der Schenkenstraße 8–10 in die Schenkenstraße 4. Das Dekanat und das StudienServiceCenter übersiedelten 2018 in die Renngasse 6–8.

## Dekane
| Amtszeit  | Name                  | Fachrichtung                      |
| --------- | --------------------- | --------------------------------- |
| 1956–1957 | Fritz Schwind (I)     | Internationales Privatrecht       |
| 1964–1965 | Fritz Schwind (II)    | Internationales Privatrecht       |
| 1965–1966 | Günther Winkler       | Verfassungs- und Verwaltungsrecht |
| 1966–1967 | Winfried Kralik       | Zivilverfahrensrecht              |
| 1967–1968 | Wilhelm Weber         | Volkswirtschaftslehre             |
| 1969–1970 | Erwin Melichar        | Verfassungs- und Verwaltungsrecht |
| 1971–1972 | Hans Walter Fasching  | Zivilverfahrensrecht              |
| 1972–1973 | Werner Ogris          | Rechtsgeschichte                  |
| 1973–1974 | Erich Streissler      | Volkswirtschaftslehre             |
| 1974–1975 | Herbert Hausmaninger  | Römisches Recht                   |
| 1975–1977 | Winfried Platzgummer  | Strafrecht                        |
| 1977–1979 | Theodor Tomandl       | Arbeits- und Sozialrecht          |
| 1979–1981 | Rudolf Hoke           | Rechtsgeschichte                  |
| 1981–1983 | Rudolf Welser         | Zivilrecht                        |
| 1983–1985 | Karl Wenger           | Wirtschaftsverwaltungsrecht       |
| 1985–1987 | Theo Öhlinger         | Verfassungs- und Verwaltungsrecht |
| 1987–1989 | Wilhelm Brauneder     | Rechtsgeschichte                  |
| 1989–1991 | Inge Gampl            | Kirchenrecht                      |
| 1991–1993 | Walter Schrammel      | Arbeits- und Sozialrecht          |
| 1993–2000 | Peter E. Pieler       | Römisches Recht                   |
| 2000–2006 | Walter Rechberger     | Zivilverfahrensrecht              |
| 2006–2014 | Heinz Mayer           | Verfassungs- und Verwaltungsrecht |
| 2014–2020 | Paul Oberhammer       | Zivilverfahrensrecht              |
| Seit 2020 | Brigitta Zöchling-Jud | Zivilrecht                        |

## Bekannte Absolventen
Unter den Absolventen der Rechtswissenschaftlichen Fakultät der Universität Wien befinden sich zahlreiche prominente Persönlichkeiten aus Wissenschaft und Politik. So sind etwa die fünf Juristen unter den bisherigen Bundespräsidenten der Republik Österreich allesamt Absolventen der Rechtswissenschaftlichen Fakultät der Universität Wien. Außerdem brachte die Fakultät seit 1918 neun Bundeskanzler und 23 Justizminister hervor.
- 1420: Johannes Seld de Leubs (1383–?)

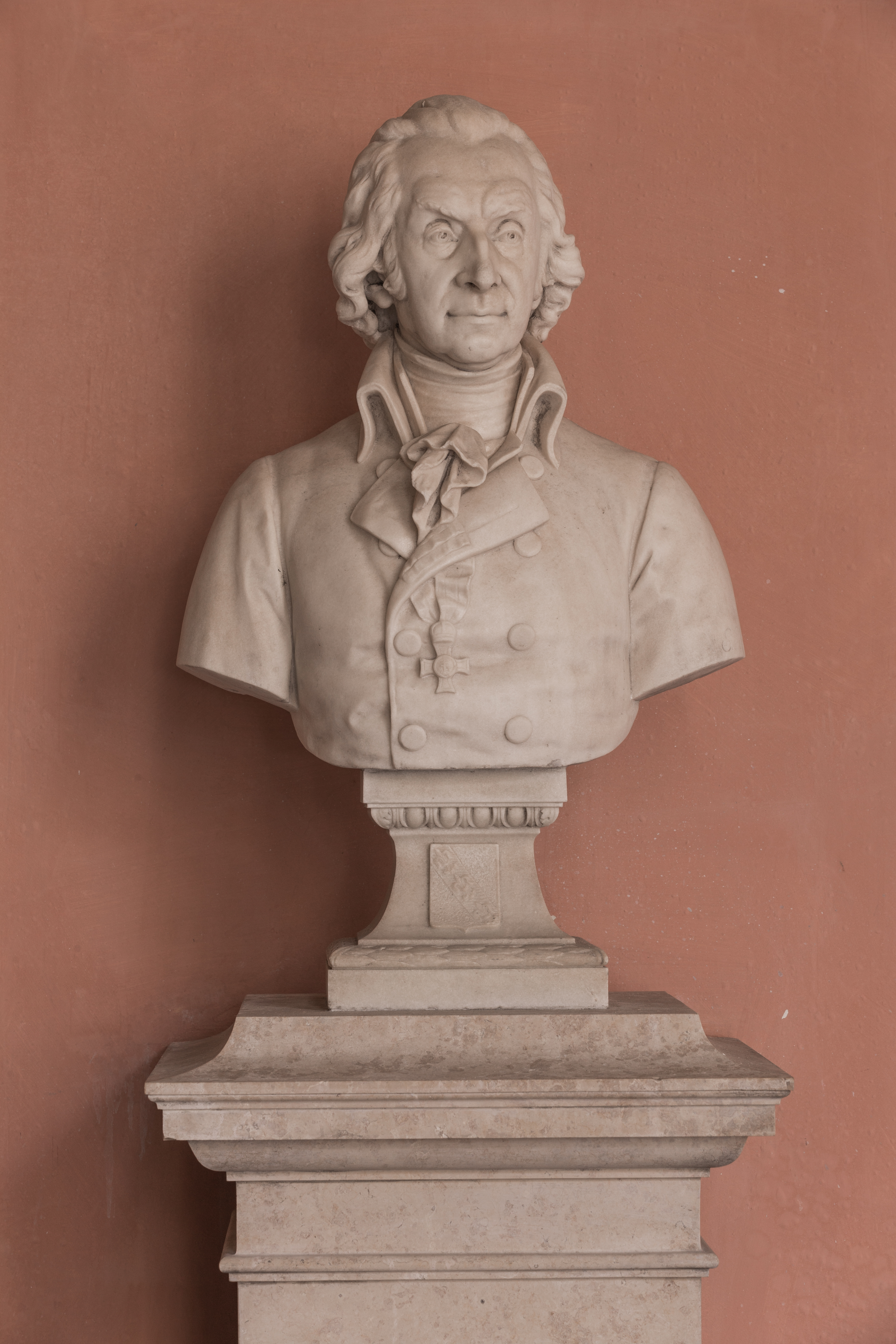
Franz von Zeiller, Vater des Allgemeinen Bürgerlichen Gesetzbuchs

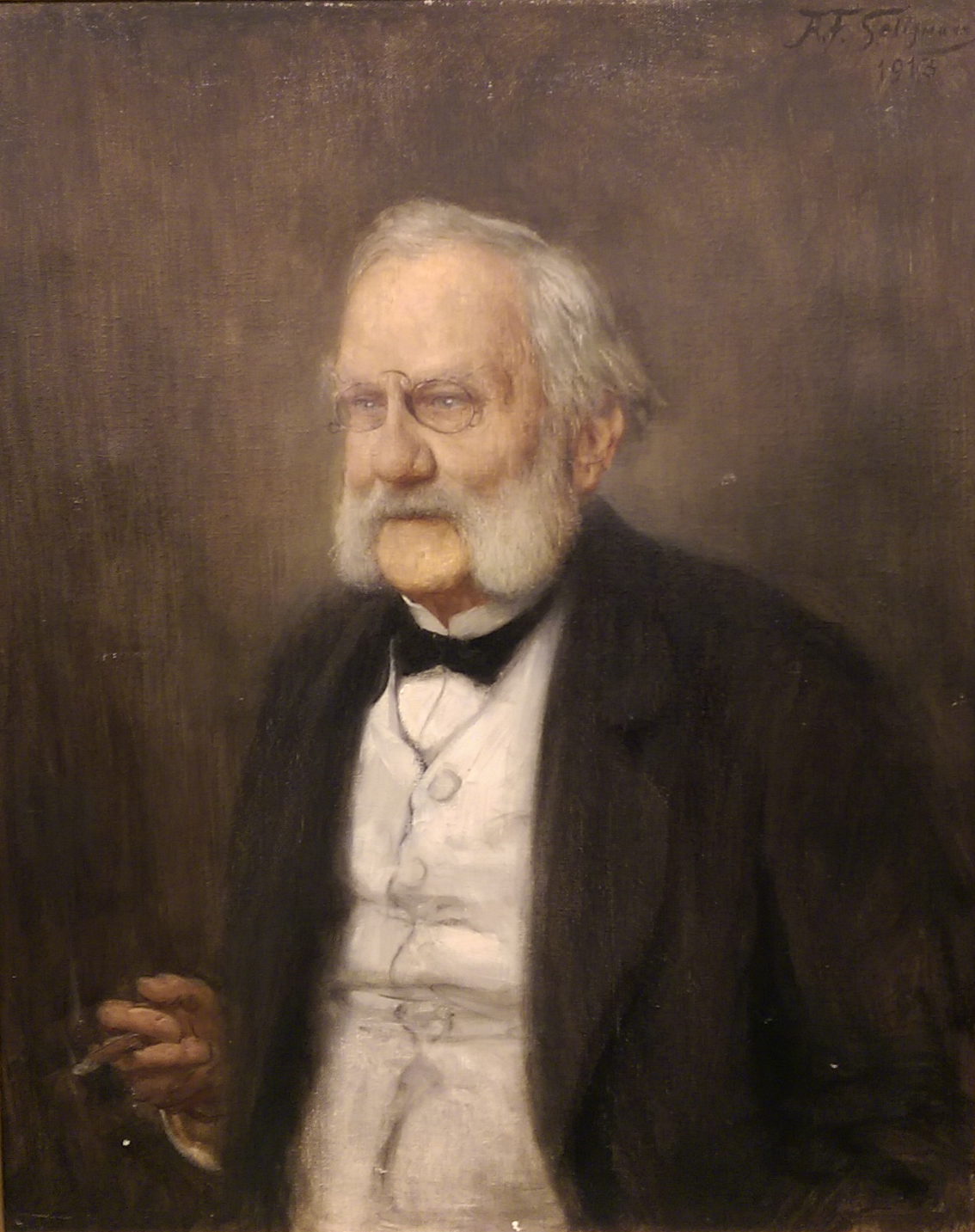
Joseph Unger, Begründer der Historischen Rechtsschule in Österreich

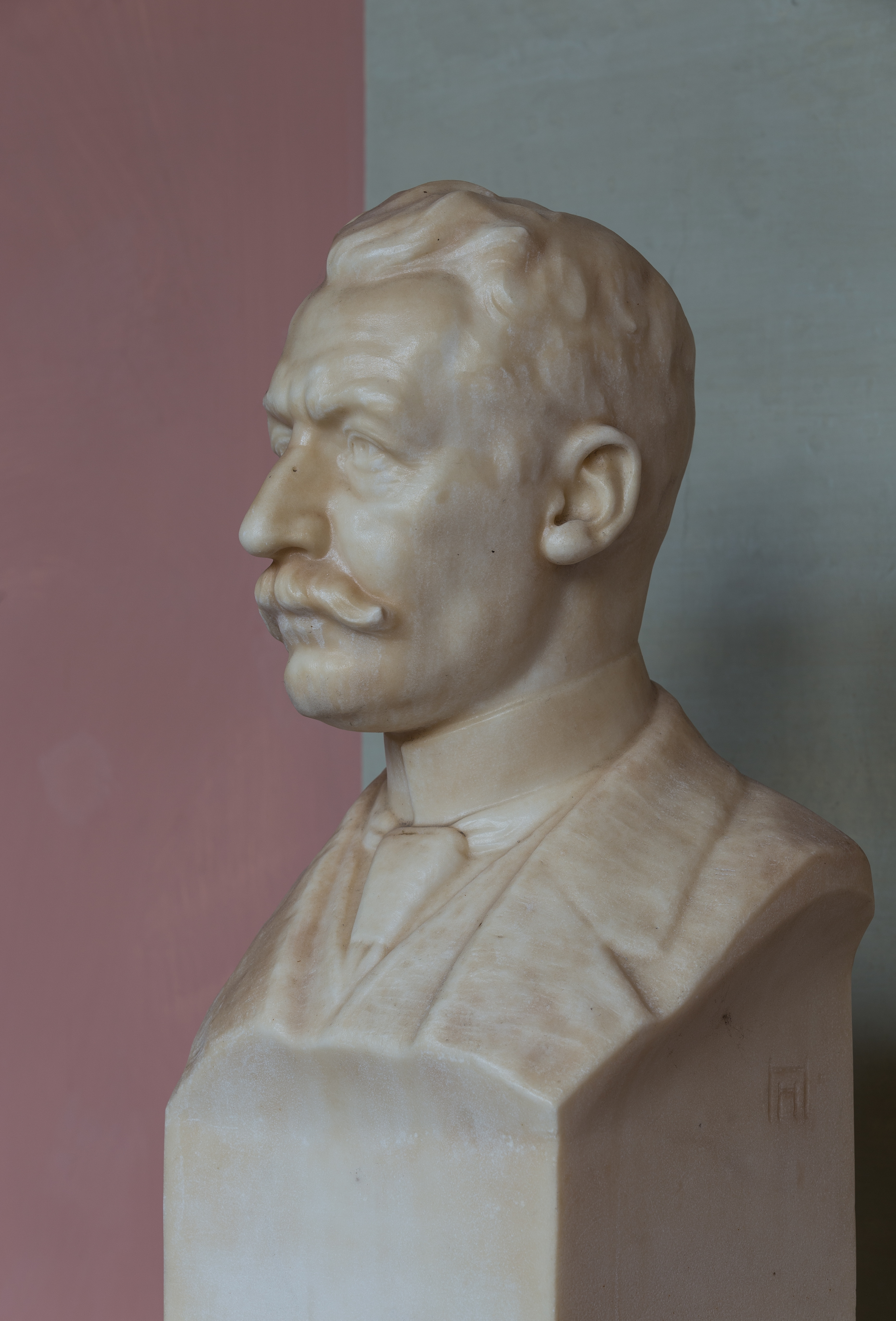
Franz Klein, Schöpfer der österreichischen Zivilprozessordnung

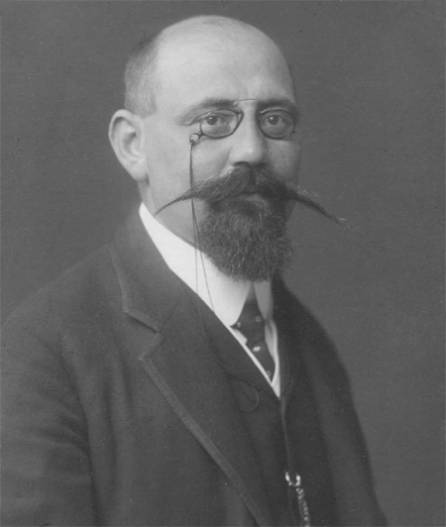
Karl Renner, Gründungsvater der Ersten und der Zweiten Republik

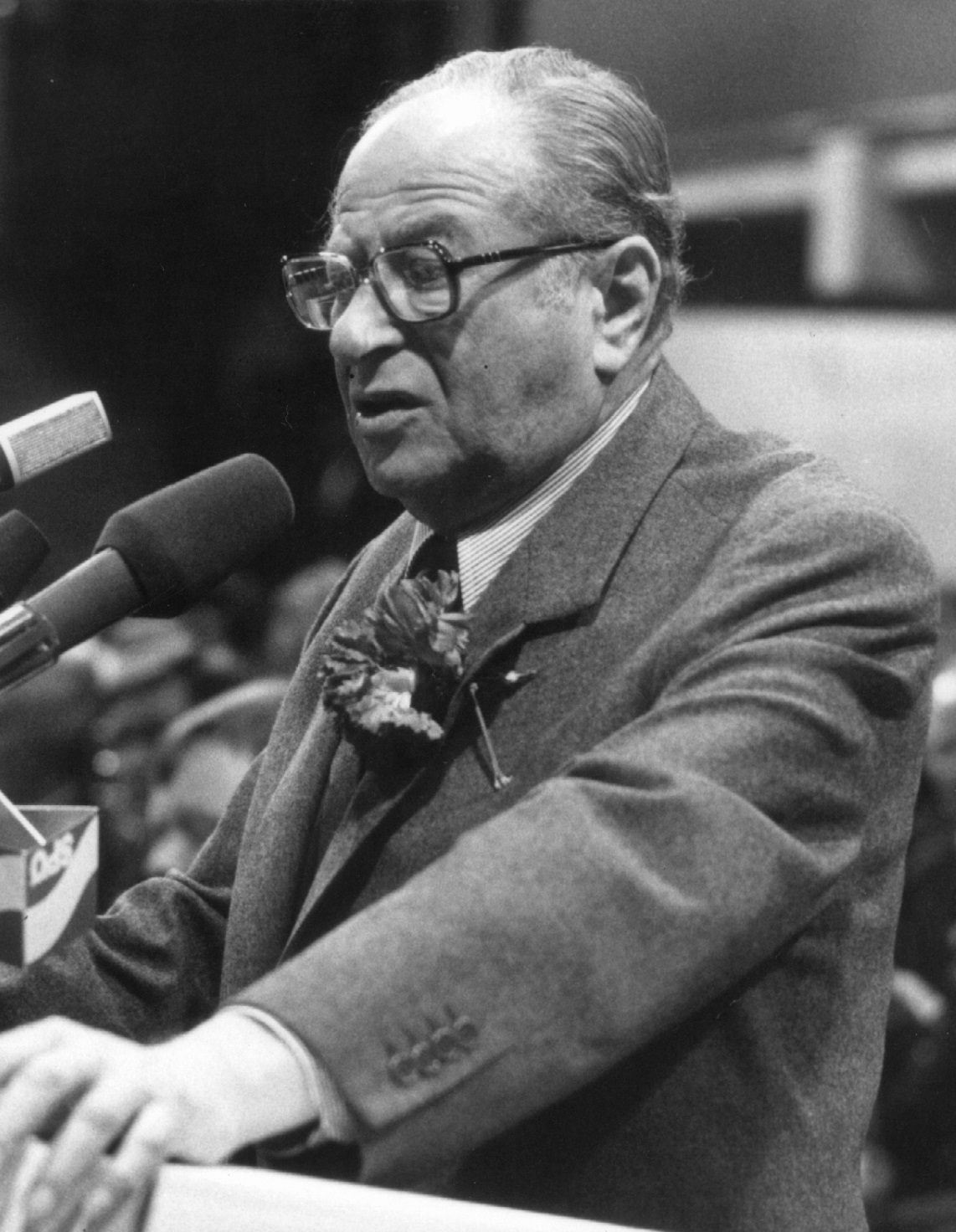
Bruno Kreisky, Bundeskanzler der Republik Österreich von 1970 bis 1983

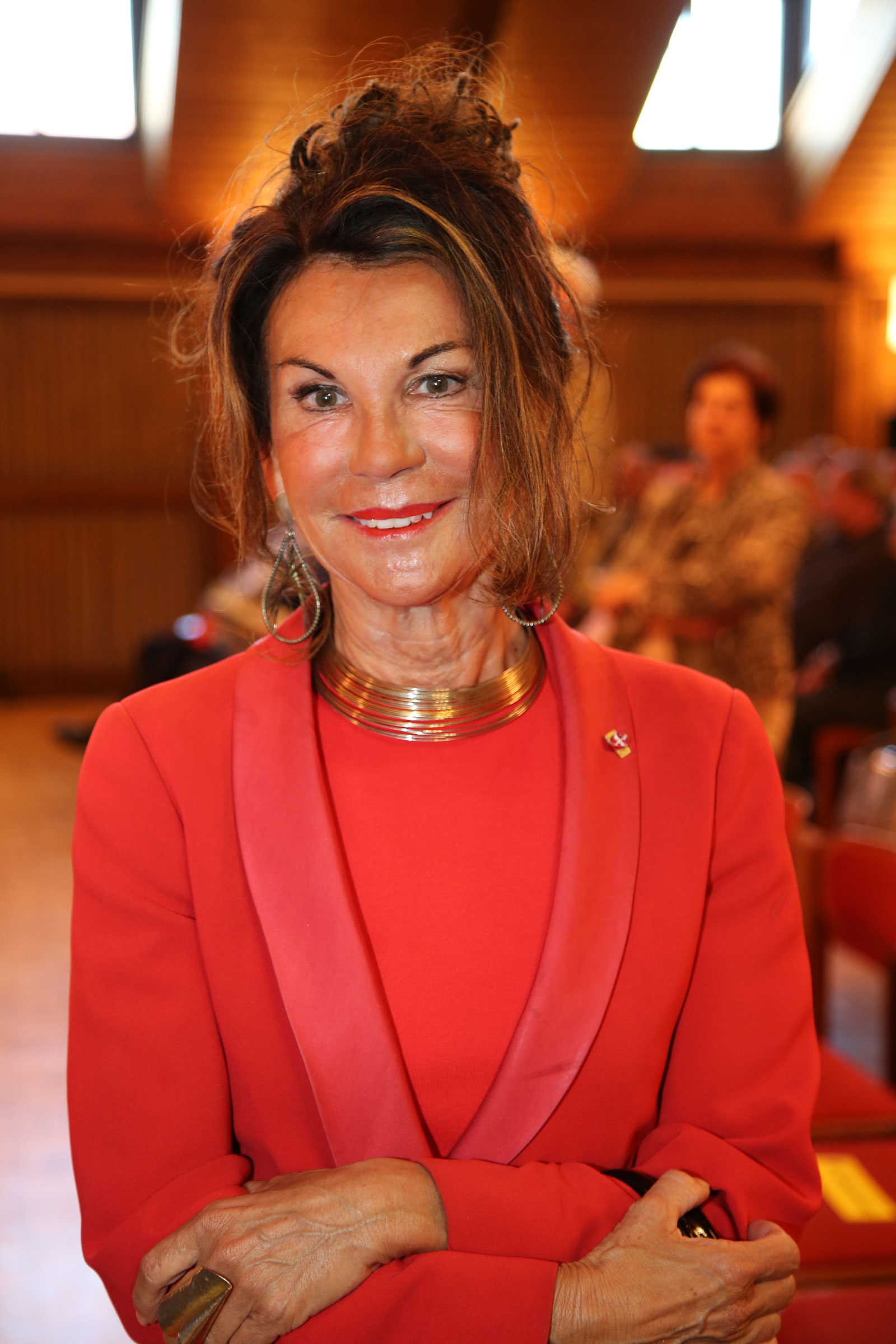
Brigitte Bierlein, als österreichische Bundeskanzlerin und zuvor als Präsidentin des Verfassungsgerichtshofs jeweils die erste Frau in diesem Amt

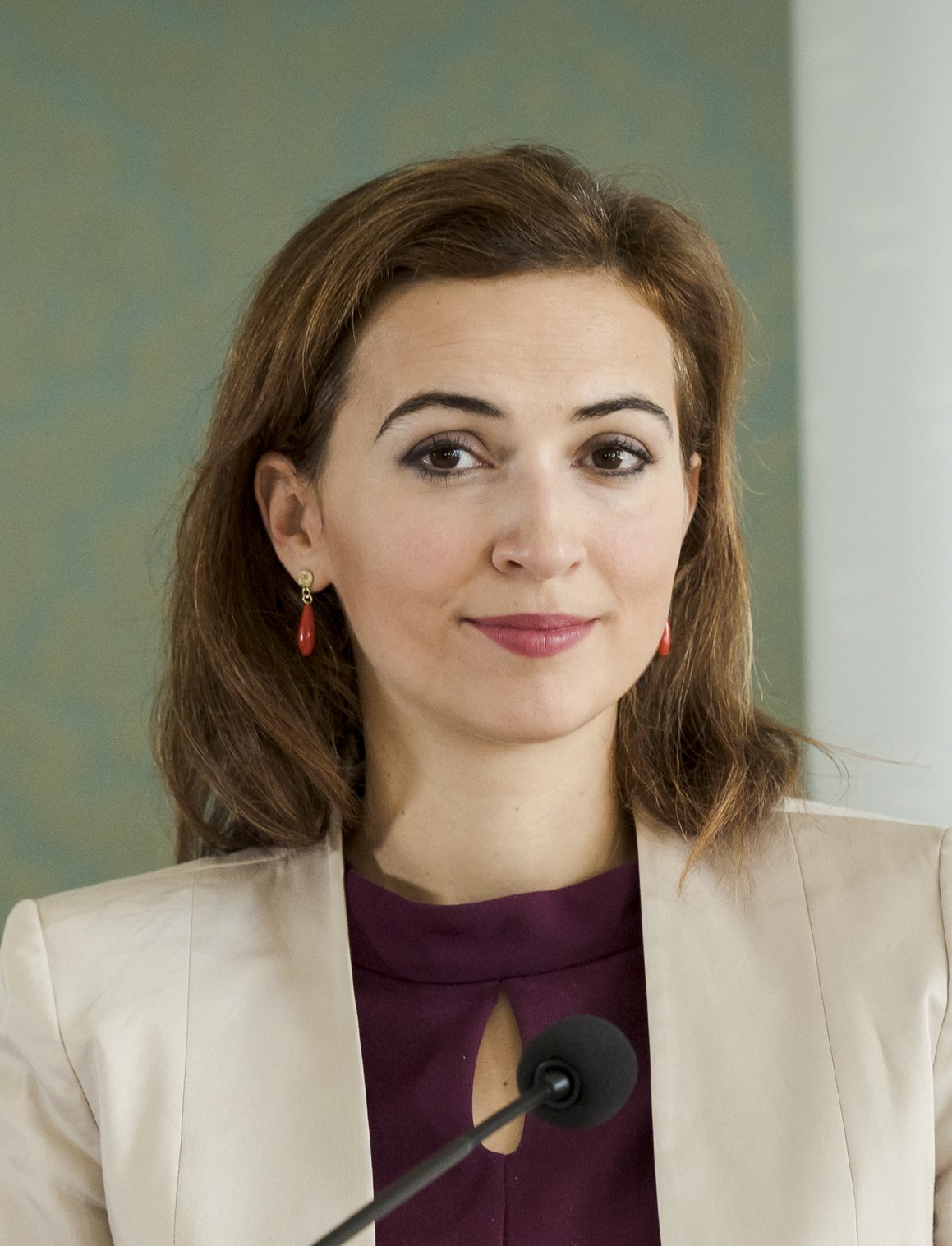
Alma Zadić gilt als erste Ministerin der Republik Österreich mit Migrationshintergrund

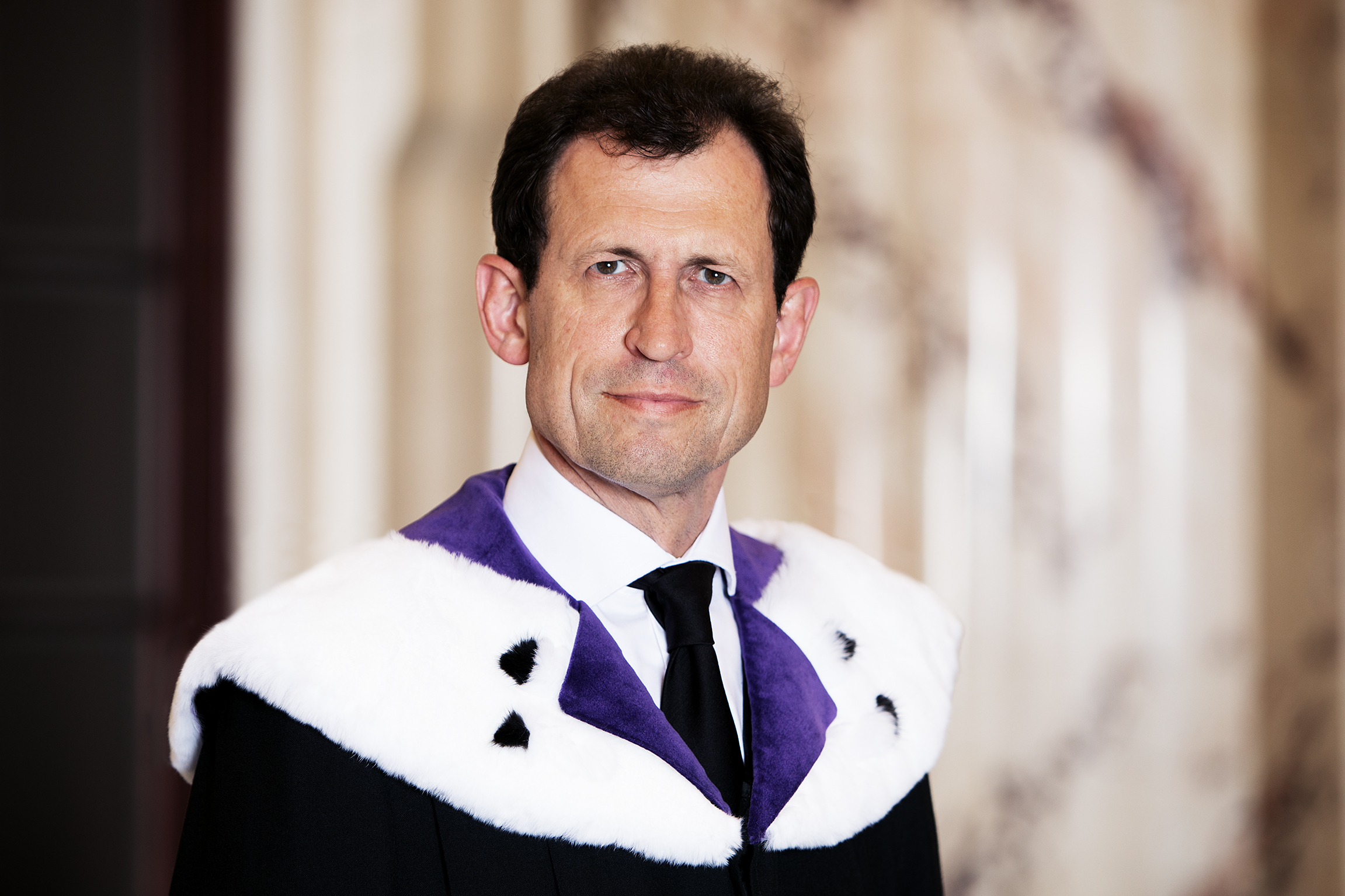
Christoph Grabenwarter, zurzeit Präsident des Verfassungsgerichtshofs, zählt ebenso zu den Absolventen wie die amtierenden Präsidenten der beiden anderen Höchstgerichte, Georg Kodek (Oberster Gerichtshof) und Rudolf Thienel (Verwaltungsgerichtshof)

- 1469: Nikolaus von Kreuznach (1430–1491)
- 1481: Johannes Kaltenmarkter (1450–1506)
- 1493: Gabriel Guetrater (1465–1527)
- 1551: Georg Eder (1523–1587)
- 1753: Karl Anton von Martini (1726–1800)
- 1775: Georg von Scheidlein (1747–1826)
- 1778: Franz von Zeiller (1751–1828)
- 1796: Thomas Dolliner (1760–1839)
- 1804: Joseph von Winiwarter (1780–1848)
- 1806: Ignaz Beidtel (1783–1875)
- 1810: Ferdinand Dinstl (1788–1873)
- 1811: Vincenz August Wagner (1790–1833)
- 1820: Heinrich Perisutti (1797–1874)
- 1824: Gustav Franz Xaver von Schreiner (1793–1872)
- 1824: Philipp Mayer (1798–1824)
- 1825: Johann Kiemann der Ältere (1797–1872)
- 1828: Ludwig Höchsmann (1802–1882)
- 1829: Andreas Zelinka (1802–1868)
- 1831: Anton Hye von Glunek (1807–1894)
- 1833: Franz Xaver Haimerl (1806–1867)
- 1833: Karl von Wurzbach (1809–1886)
- 1834: Franz Egger (1810–1877)
- 1834: Leopold von Neumann (1811–1888)
- 1835: Moritz von Stubenrauch (1811–1865)
- 1837: Andreas von Meiller (1812–1871)
- 1838: Wilhelm Marx von Marxberg (1815–1897)
- 1841: Franz von Miklosich (1813–1891)
- 1841: Ludwig Renger (1813–1905)
- 1841: Cajetan von Felder (1814–1894)
- 1842: Josef von Bauer (1817–1886)
- 1845: Hermann Blodig (1822–1905)
- 1852: Joseph Unger (1828–1913)
- 1854: Julius Glaser (1831–1885)
- 1864: Josip Poklukar (1837–1891)
- 1864: Karl Heitzler (1839–1923)
- 1864: Heinrich Brunner (1840–1915)
- 1865: Anton Menger (1841–1906)
- 1867: Viktor von Fuchs (1840–1921)
- 1867: Alfred Nagl (1841–1921)
- 1867: Adolf Promber (1843–1899)
- 1867: Franz Hofmann (1845–1897)
- 1868: Emil Steinbach (1846–1907)
- 1869: Julius Ofner (1845–1924)
- 1870: Karl Lueger (1844–1910)
- 1870: Raimund Grübl (1847–1898)
- 1874: Edmund Benedikt (1851–1929)
- 1875: Paul Freiherr von Störck (1850–1920)
- 1875: Eugen Böhm von Bawerk (1851–1914)
- 1876: Heinrich Lammasch (1853–1920)
- 1877: Franz Stibral (1854–1930)
- 1877: Julius Sylvester (1854–1944)
- 1877: Gustav Hanausek (1855–1927)
- 1878: Franz Klein (1854–1926)
- 1881: Hermann Ofner (1849–1917)
- 1882: Michael Hainisch (1858–1940)
- 1883: Heinrich Rietsch (1860–1927)
- 1883: Heinrich Rauchberg (1860–1938)
- 1884: Theodor Christomannos (1854–1911)
- 1884: Samuel Singer (1860–1948)
- 1885: Karl Leth (1861–1930)
- 1886: Eugen Ehrlich (1862–1922)
- 1886: Gustav Harpner (1864–1924)
- 1887: Ernst Seidler von Feuchtenegg (1862–1931)
- 1888: Armin Ehrenzweig (1864–1935)
- 1889: Anton von Pantz (1864–1945)
- 1889: Julius Landesberger (1865–1920)
- 1889: Max Hussarek von Heinlein (1865–1935)
- 1889: Max Bernhauer (1866–1946)
- 1891: Josef Redlich (1869–1936)
- 1894: Julius Löcker (1860–1945)
- 1895: Ernst Décsey (1870–1941)
- 1896: Emil Mayer (1871–1938)
- 1896: Arthur Kaufmann (1872–1938)
- 1896: Max Adler (1873–1937)
- 1897: Emil Goldmann (1872–1942)
- 1897: Heinrich Klang (1875–1954)
- 1898: Karl Renner (1870–1950)
- 1898: Robert Bartsch (1874–1955)
- 1899: Paul Abel (1874–1971)
- 1900: Josef von Baechlé (1868–1933)
- 1900: Hans von Frisch (1875–1941)
- 1900: Leopold Hennet (1876–1950)
- 1901: Georg Froehlich (1872–1939)
- 1902: Ivo Benkovič (1875–1943)
- 1902: Ferdinand Redler (1876–1936)
- 1902: Emil Saudek (1876–1941)
- 1902: Franz Hemala (1877–1943)
- 1902: Arnold Eisler (1879–1947)
- 1903: August Gottwald (1877–1957)
- 1904: Hans Rizzi (1880–1968)
- 1904: Hanns Sachs (1881–1947)
- 1905: Otto Steinhäusl (1879–1940)
- 1905: Otto Abeles (1879–1945)
- 1905: Karl Gottfried Hugelmann (1879–1959)
- 1905: Robert Hecht (1881–1938)
- 1905: Emil Lederer (1882–1939)
- 1905: Egbert Mannlicher (1882–1973)
- 1906: Hans Kelsen (1881–1973)
- 1906: Otto Bauer (1881–1938)
- 1906: Ludwig von Mises (1881–1973)
- 1907: Leopold Waber (1875–1945)
- 1907: Josef Resch (1880–1939)
- 1907: Rudolf Ramek (1881–1941)
- 1907: Waldemar Unger (1881–1961)
- 1908: Oswald Levett (1884–1942)
- 1908: Moriz Weinzierl (1884–1955)
- 1908: Julius Deutsch (1884–1968)
- 1908: Ferdinand Häuslmayer (1884–1970)
- 1908: Arthur Lenhoff (1885–1965)
- 1908: Friedrich von Franz (1886–1945)
- 1910: Hermann L’Estocq (1887–1940)
- 1911: Heinrich Benedikt (1886–1981)
- 1911: Hermann Josef Ullrich (1888–1982)
- 1911: Friedrich Pernitza (1888–1976)
- 1913: Adolf Julius Merkl (1890–1970)
- 1913: Wolfgang Kotz von Dobrz (1890–1957)
- 1913: Adolf Schärf (1890–1965)
- 1913: Karl Wolff (1890–1963)
- 1913: Arthur Seyß-Inquart (1892–1946)
- 1913: Ludwig Adamovich senior (1890–1955)
- 1914: Franz Reinprecht (1886–1929)
- 1914: Felix Langer (1889–1979)
- 1915: Franz Rehrl (1890–1947)
- 1916: Heinrich Demelius (1893–1987)
- 1917: Ludwig Adamovich senior (1890–1955)
- 1919: Ferdinand Eypeltauer (1893–1979)
- 1919: Hans Fischböck (1895–1967)
- 1919: Jakob Baxa (1895–1979)
- 1920: Alexander Krüzner (1889–1954)
- 1920: Jacques Hannak (1892–1973)
- 1920: Otto Leichter (1897–1973)
- 1921: Hersch Lauterpacht (1897–1960)
- 1921: Friedrich August von Hayek (1899–1992)
- 1921: Franz Quidenus (1871–1936)
- 1921: Josef Gerö (1896–1954)
- 1922: Engelbert Dollfuß (1892–1934)
- 1922: Anton Piëch (1894–1952)
- 1923: Heinrich Reif-Gintl (1900–1974)
- 1924: Erich Hula (1900–1987)
- 1924: Otto Wächter (1901–1949)
- 1924: Guido Schmidt (1901–1957)
- 1925: Leopold Zimmerl (1899–1945)
- 1926: Martin Fuchs (1903–1969)
- 1926: Johannes Schwarzenberg (1903–1978)
- 1927: Hans Zeisel (1905–1992)
- 1928: Roland Graßberger (1905–1991)
- 1928: Leopold Weismann (1905–1993)
- 1929: Slavomir Condanari-Michler (1902–1974)
- 1929: Leopold Werner (1905–1977)
- 1929: Eduard Heilingsetzer (1905–1997)
- 1929: Johann Rotter (1905–1973)
- 1929: Wilhelm Malaniuk (1906–1965)
- 1930: Robert A. Kann (1906–1981)
- 1931: Peter Krauland (1903–1985)
- 1931: Franz Korinek (1907–1985)
- 1931: Willibald Plöchl (1907–1984)
- 1933: Walter Wodak (1908–1974)
- 1933: Karl Lederer (1909–1944)
- 1933: Wolfgang Speiser (1909–1994)
- 1934: Herbert Koller (1911–1995)
- 1935: Fritz Bock (1911–1993)
- 1935: Heinrich Drimmel (1912–1991)
- 1935: Franz Fischer (1912–1983)
- 1935: Hermann Withalm (1912–2003)
- 1936: Kurt Farbowsky (1911–1999)
- 1936: Erwin Melichar (1913–2000)
- 1937: Tobias Portschy (1905–1996)
- 1937: Friedrich Lehne (1913–2006)
- 1938: Bruno Kreisky (1911–1990)
- 1938: Friedrich Nowakowski (1914–1987)
- 1938: Luis Bassetti (1915–2007)
- 1939: Otto Eiselsberg (1917–2001)
- 1939: Walter Tautschnig (1917–2008)
- 1940: Rudolf Kirchschläger (1915–2000)
- 1944: Kurt Waldheim (1918–2007)
- 1945: Werner Hinterauer (1917–2013)
- 1946: Georg Prader (1917–1985)
- 1947: Hans Klecatsky (1920–2015)
- 1949: Karl Fischer (1922–2015)
- 1950: Johann Josef Dengler (1921–2011)
- 1950: Oswin Martinek (1924–1997)
- 1950: Helmut Liedermann (1926–2019)
- 1950: Rudolf Machacek (1927–2014)
- 1951: Alfred Klose (1928–2015)
- 1951: Peter Fessler (1928–2023)
- 1951: Magda Strebl (1929–2021)
- 1952: Josef Staribacher (1921–2014)
- 1952: Inge Gampl (1929–2018)
- 1952: Karl Zemanek (1929–2025)
- 1953: Robert Walter (1931–2010)
- 1953: Siegfried Ludwig (1926–2013)
- 1954: Ludwig Adamovich junior (1932–2024)
- 1954: Franz Sauerzopf (1932–2024)
- 1955: Georg Hohenberg (1929–2019)
- 1955: Erwin Hirnschall (1930–2011)
- 1955: Theodor Tomandl (* 1933)
- 1956: Guido Schmidt-Chiari (1932–2016)
- 1956: Paul Twaroch (1932–2021)
- 1957: Herbert Miehsler (1934–1986)
- 1957: Peter Jann (* 1935)
- 1957: Harald Vavrik (* 1935)
- 1958: Harald Ofner (* 1932)
- 1958: Peter Jankowitsch (* 1933)
- 1958: Norbert Leser (1933–2014)
- 1958: Heinz Peter Rill (1935–2015)
- 1959: Heinrich Übleis (1933–2013)
- 1959: Walter Barfuß (* 1937)
- 1959: Michael Graff (1937–2008)
- 1960: Peter Kapral (* 1933)
- 1960: Peter Diem (* 1937)
- 1960: Erwin Felzmann (* 1937)
- 1960: Klaus Lukas (* 1938)
- 1961: Manfried Welan (1937–2024)
- 1961: Heinz Fischer (* 1938)
- 1961: Gerhard Brunner (* 1939)
- 1961: Hannes Farnleitner (* 1939)
- 1961: Kurt Heller (1939–2020)
- 1961: Sepp Rieder (* 1939)
- 1962: Udo Jesionek (* 1937)
- 1962: Karl Spielbüchler (1939–2012)
- 1962: Manfred Drennig (* 1940)
- 1962: Nikolaus Michalek (* 1940)
- 1963: Helmut Kramer (1939–2023)
- 1963: Rudolf Welser (1939–2024)
- 1963: Herbert Haller (1940–2021)
- 1963: Karl Korinek (1940–2017)
- 1963: Franz Löschnak (* 1940)
- 1963: Erhard Busek (1941–2022)
- 1963: Heinz Krejci (1941–2017)
- 1963: Willibald Liehr (1941–2011)
- 1963: Helmut Türk (* 1941)
- 1964: Otto Zonschitz (1939–2005)
- 1964: Heribert Franz Köck (* 1941)
- 1964: Peter Oberndorfer (1942–2024)
- 1964: Johann Rzeszut (* 1941)
- 1964: Heinz Schäffer (1941–2008)
- 1964: Hugo Michael Sekyra (1941–1998)
- 1964: Hans Georg Ruppe (* 1942)
- 1964: Walter Schwimmer (1942–2025)
- 1965: Peter Marboe (* 1942)
- 1965: Hanspeter Neuhold (* 1942)
- 1965: Wilhelm Brauneder (* 1943)
- 1965: Richard Potz (* 1943)
- 1966: Gerhard Hafner (* 1943)
- 1966: Franz Fiedler (* 1944)
- 1966: Ewald Nowotny (* 1944)
- 1967: Dieter Böhmdorfer (* 1943)
- 1967: Ernst A. Kramer (* 1944)
- 1967: Heinz P. Adamek (* 1944)
- 1967: Walter Rechberger (* 1945)
- 1968: Werner Doralt (* 1942)
- 1968: Bernd-Christian Funk (* 1943)
- 1968: Wolfgang Schüssel (* 1945)
- 1968: Hans Winkler (* 1945)
- 1968: Peter Rosei (* 1946)
- 1969: Friedhelm Frischenschlager (* 1943)
- 1969: Christian Konrad (* 1943)
- 1969: Heinz Mayer (* 1946)
- 1969: Walter Schrammel (* 1947)
- 1969: Ernst Sucharipa (1947–2005)
- 1970: Werner Fasslabend (* 1944)
- 1970: Peter Fichtenbauer (* 1946)
- 1970: Rudolf Müller (* 1947)
- 1970: Eleonore Berchtold-Ostermann (* 1947)
- 1971: Eva Kreisky (1944–2024)
- 1971: Alfred Pfabigan (* 1947)
- 1971: Caspar Einem (1948–2021)
- 1971: Walter Lattenmayer (* 1948)
- 1971: Paul Luif (* 1948)
- 1971: Bernhard Raschauer (1948–2019)
- 1971: Georg Vobruba (* 1948)
- 1971: Brigitte Bierlein (1949–2024)
- 1971: Heide Schmidt (* 1948)
- 1972: Martin Bolldorf (* 1948)
- 1972: Walter Hagg (* 1948)
- 1972: Clemens Jabloner (* 1948)
- 1972: Karl Schramek (1949–2023)
- 1972: Gerhard Deiss (1950–2021)
- 1972: Lilian Hofmeister (* 1950)
- 1973: Helene Partik-Pablé (1939)
- 1973: Peter Hofbauer (1946)
- 1973: Josef Azizi (1948)
- 1973: Jörg Haider (1950–2008)
- 1974: Walter Dobner (* 1952)
- 1975: Thomas Michael Baier (* 1950)
- 1975: Michael Mautner Markhof (1950–2023)
- 1975: Manfred Nowak (* 1950)
- 1975: Erwin Schranz (* 1950)
- 1975: Hannes Tretter (1951–2025)
- 1975: Christian Strohal (* 1951)
- 1975: Anton Spenling (* 1953)
- 1977: Norbert Gugerbauer (* 1950)
- 1977: Thomas Mayr-Harting (* 1954)
- 1977: Gabriele Kucsko-Stadlmayer (* 1955)
- 1977: Franz Marhold (* 1955)
- 1978: Viktor Siegl (* 1952)
- 1978: Franz Einzinger (* 1952)
- 1978: Nikolaus Benke (* 1954)
- 1978: Christiane Druml (* 1955)
- 1978: Oliver Rathkolb (* 1955)
- 1978: Rudolf Scholten (* 1955)
- 1978: Bea Verschraegen (* 1955)
- 1978: Madeleine Petrovic (* 1956)
- 1978: Ursula Plassnik (* 1956)
- 1979: Walter Geppert (* 1939)
- 1979: Eduard Strauss (* 1955)
- 1979: Franz Josef Kuglitsch (* 1956)
- 1979: Klaus Wölfer (* 1956)
- 1980: Wolfgang Brandstetter (* 1957)
- 1980: Stefan Hammer (* 1957)
- 1980: Albert Fortell (* 1952)
- 1981: Walter Fuchs (* 1950)
- 1981: Josef Moser (* 1955)
- 1981: Elisabeth Steiner (* 1956)
- 1981: Elisabeth Lovrek (* 1958)
- 1981: Reinhard Scolik (* 1958)
- 1981: Michael Zimmermann (* 1958)
- 1981: Wolfgang Mazal (* 1959)
- 1981: Thomas Nader (* 1959)
- 1982: Christoph Herbst (* 1960)
- 1982: Rudolf Thienel (* 1960)
- 1982: Christoph Thun-Hohenstein (* 1960)
- 1983: Peter Kolba (* 1959)
- 1983: Robert Schick (* 1959)
- 1983: Michael Spindelegger (* 1959)
- 1983: Alexander Wrabetz (* 1960)
- 1983: Ewald Wiederin (* 1961)
- 1984: Gerhard Jandl (* 1962)
- 1985: Michael Lakner (* 1959)
- 1985: Josef Ostermayer (* 1961)
- 1986: Alfred Wansch (* 1960)
- 1986: Michaela Steinacker (* 1962)
- 1987: Franz Prucher (* 1955)
- 1987: Georg Kodek (* 1963)
- 1987: Martin Karollus (* 1963)
- 1987: Werner Suppan (* 1963)
- 1988: Wolfgang Ulm (* 1963)
- 1989: Michael Holoubek (* 1962)
- 1989: Sieglinde Gahleitner (* 1965)
- 1989: Susanne Kalss (* 1966)
- 1991: Christoph Grabenwarter (* 1966)
- 1992: Richard Gamauf (* 1964)
- 1992: Karin Kneissl (* 1965)
- 1992: Andrea Mayer (* 1962)
- 1992: Paul Oberhammer (* 1965)
- 1992: Ingrid Siess-Scherz (* 1965)
- 1992: Thomas Oberreiter (* 1966)
- 1993: Heimo Scheuch (* 1966)
- 1993: Peter Bosek (* 1968)
- 1993: Paul Kraker (* 1968)
- 1993: Heribert Donnerbauer (* 1965)
- 1993: Franz-Stefan Meissel (* 1966)
- 1994: Alexander Schallenberg (* 1969)
- 1995: Klaudia Tanner (* 1970)
- 1995: Sonja Wehsely (* 1970)
- 1996: Wolfgang Aigner (* 1968)
- 1996: Werner Trock (* 1964)
- 1996: Christian Rabl (* 1971)
- 1997: Michael Rami (* 1968)
- 1997: Brigitta Zöchling-Jud (* 1972)
- 1997: Angela Julcher (* 1973)
- 1997: Ernst Karner (* 1969)
- 1998: Janko Ferk (* 1958)
- 1998: Thomas Olechowski (* 1973)
- 2000: Elisabeth Holzleithner (* 1970)
- 2000: Hans Peter Doskozil (* 1970)
- 2001: Adrian Hollaender (* 1971)
- 2001: Robert Kert (* 1971)
- 2002: Norbert Leitner (* 1963)
- 2002: Beate Meinl-Reisinger (* 1978)
- 2002: Harald Eberhard (* 1978)
- 2003: Martin Spitzer (* 1979)
- 2004: Stefan Pehringer (* 1969)
- 2004: Stefan Steiner (* 1978)
- 2006: Stephan Pernkopf (* 1972)
- 2006: Christoph Bezemek (* 1981)
- 2007: Alma Zadić (* 1984)
- 2012: Stephanie Krisper (* 1980)

## Nachweise
1. ↑  BA/MA IREWI. Abgerufen am 21. Juli 2022.
2. ↑  Start des ersten Polizei- und Justizforschungszentrums in Österreich (Memento vom 16. Januar 2012 im Internet Archive). Pressemeldung der Universität Wien vom 24. Oktober 2011.
3. ↑  Der akademische Grad „Magistra“ wurde erstmals mit BGBl. Nr. 523/1993 eingeführt. Absolventinnen, denen zuvor akademische Grade in der männlichen Form verliehen wurden, dürfen diese seither ebenfalls in der weiblichen Form führen.
4. ↑  World University Rankings 2024 by subject: law. Abgerufen am 19. August 2024 (englisch).
5. ↑  Juridicum im globalen THE-Ranking 2024. Abgerufen am 1. Dezember 2023.
6. ↑  QS World University Rankings by Subject 2024: Law & Legal Studies. Abgerufen am 19. Juli 2024 (englisch).
7. ↑  02 04 2024 um 05:07 von Benedikt Kommenda: Wiener Jus-Studierende mischen erneut an Weltspitze mit. 1. April 2024, abgerufen am 30. Mai 2024.
8. ↑  Das Juridicum als Bekenntnis zur Moderne. Abgerufen am 25. Januar 2025.
9. ↑  Juridicum – DOCOMOMO Austria. Abgerufen am 25. Januar 2025 (deutsch).
10. ↑  Bundesdenkmalamt (Hrsg.): Die Kunstdenkmäler Österreichs. Wien. I. Bezirk - Innere Stadt. 2007, S. 830 f. ("Moderner Universitätsbau").
11. ↑  Vgl. die Liste der Bundespräsidenten der Republik Österreich, die Liste der Bundeskanzler der Republik Österreich und die Liste der österreichischen Justizminister in Verbindung mit den Artikeln zu den jeweiligen Personen. Stand: 30. April 2021 (somit einschließlich der Absolventen Bundespräsident Heinz Fischer, Bundeskanzlerin Brigitte Bierlein und Justizministerin Alma Zadić).

Koordinaten: 48° 12′ 50,1″ N, 16° 21′ 54,3″ O